# Elektrolytische Bleiraffination

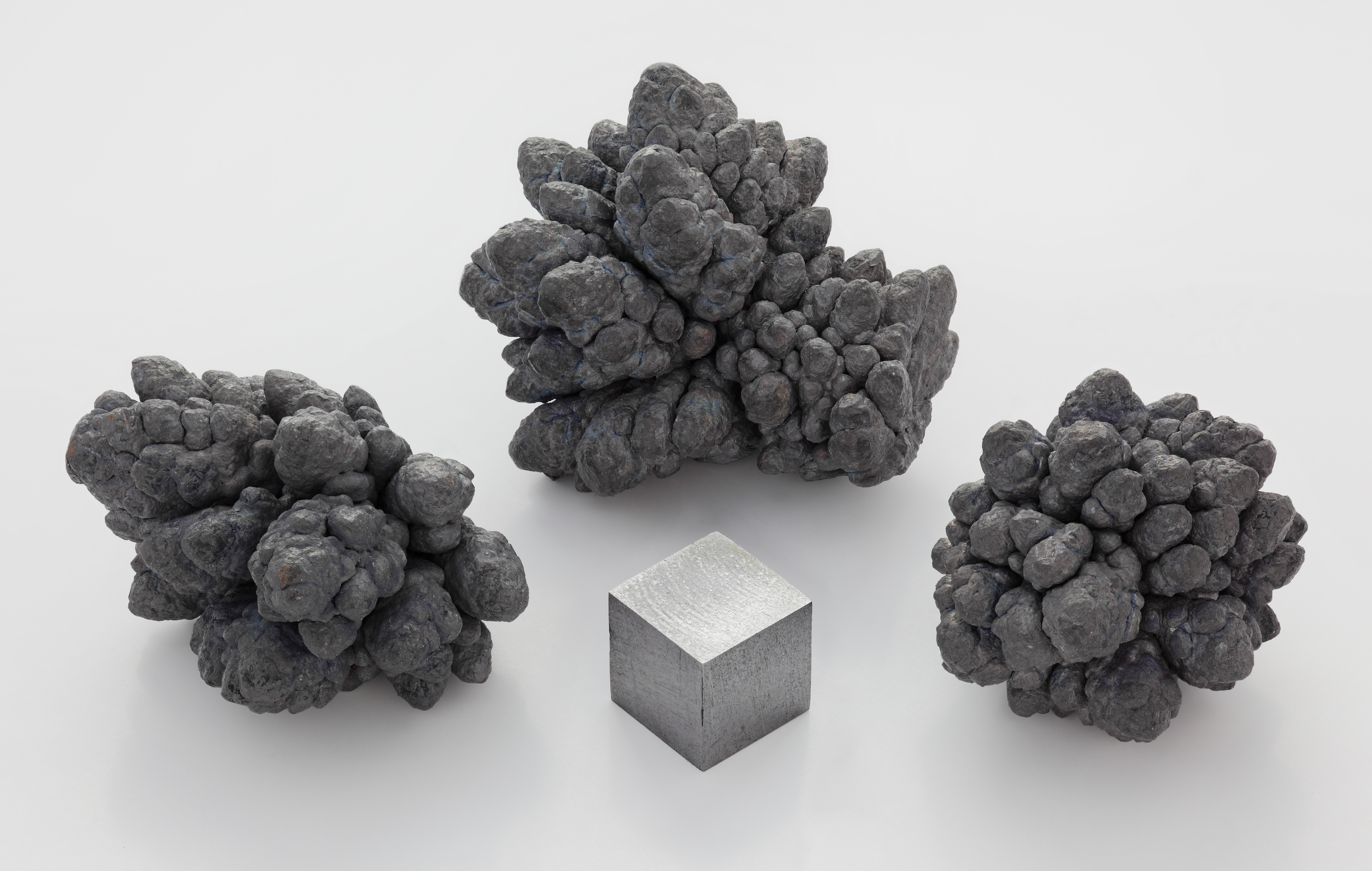
Bleiknollen, elektrolytisch raffiniert, 99,989 %

Die elektrolytische Bleiraffination ist ein großtechnisch angewandtes Elektrolyseverfahren, das zur Gewinnung von reinem Blei aus Rohblei (vorgereinigtes Werkblei oder Hüttenblei) dient. Diese Elektrolyse zählt zu den Verfahren der Raffination von Metallen. Das Prinzip des Verfahrens entspricht dem der Kupferraffination, wobei allerdings wegen der Schwerlöslichkeit vieler Bleisalze wie Bleisulfat oder Bleichlorid keine einfachen wässrigen Säuren wie Schwefel- oder Salzsäure verwendet werden können. Daher wird beim wichtigsten zur Reinbleigewinnung verwendeten Elektrolyseprozess, dem Betts-Verfahren, eine wässrige Lösung von Kieselfluorblei (PbSiF6) und Kieselflusssäure (H2SiF6) unter Zusatz von 0,1 % Gelatine als Elektrolyt verwendet. Das gewonnene Blei hat eine hohe Reinheit, üblicherweise >99,99, teilweise 99,999 %. 1990 wurde die jährliche mit dem Betts-Verfahren dargestellte Bleimenge auf 1.000.000 Tonnen geschätzt, das waren etwa 20 % der damaligen jährlichen Gesamtproduktion an Blei.

## Verfahren
Das unreine Blei wird zu Anodenblechen gegossen, z. B. mittels Gießrädern, und dann in die Elektrolysezelle gebracht. Dort wird dann durch anodische Oxidation das unedle Blei gelöst. Die Metalle, die edler sind als Blei, nämlich Kupfer, Arsen, Antimon und Bismut, lösen sich nicht, sondern verbleiben als sogenannter Anodenschlamm. Beim praktisch durchgeführten Betts-Verfahren verbleibt dieser als poröse haftende Schicht, die abgekratzt wird, wenn sie dick genug ist (>1 cm); nur ein kleiner Teil des Anodenschlamms fällt zu Boden und wird gelegentlich von dort entfernt. An Kathoden aus Blei oder Stahl wird reines Blei wieder abgeschieden. Dabei sind Additive wie Gelatine oder Leim nötig, um eine glatte, vollständig dichte Abscheidung sicherzustellen, da ansonsten poröse Schichten und Dendriten wachsen.
Es werden Stromdichten im Bereich von 100–260 A/m2 verwendet.
In kleinerem Maßstab wurden zur elektrolytischen Gewinnung von Reinstblei alternativ zum Betts-Verfahren auch Perchlorat-Elektrolyte mit 5 % Perchlorsäure oder Tetrafluoroborsäure (Borflussäure) verwendet. Tetrafluoroborsäure ist chemisch stabil und hat eine gute elektrische Leitfähigkeit. Vor allem hat ihr Bleisalz eine hohe Löslichkeit. Allerdings ist sie teurer und wird deshalb seltener verwendet.

## Historisches
Das Verfahren ist nach seinem Erfinder, Anson Gardner Betts, benannt, der ab 1901 mehrere Patente dafür erhielt und auch ein Buch darüber schrieb, das auch ins Deutsche übersetzt wurde. Betts’ erstes Patent zur Bleiraffination beschreibt insbesondere den Salzanteil des Elektrolyten, der das Bleisalz der Hexafluorokieselsäure als wesentlichen Bestandteil hat. Das zweite Patent nennt den Zusatz von Gelatine oder anderen Substanzen, die zur Glättung des Niederschlags dienen. Gelatine nannte er preisgünstig und besonders geeignet; er empfahl ein Gramm Gelatine auf fünf Kilo Elektrolytlösung. Ein weiteres Patent befasste sich mit der Aufbereitung des Anodenschlammes.
Fritz Haber, der 1902 eine Studienreise durch Nordamerika gemacht hatte, machte das Verfahren auch in Deutschland bekannt.